# Wilhelm Albert
Wilhelm Albert, född 8 september 1898 i Hessenthal, död 21 april 1960 i Erndtebrück, var en tysk promoverad diplomingenjör och SS-Brigadeführer.
Albert var en tidig funktionär inom Sicherheitsdienst (SD).

## Biografi
Wilhelm Albert var son till läraren Josef Albert. Under första världskrigets senare del tjänstgjorde Albert inom tyska flygvapnet. I mars 1919 gick han med i Freikorps Epp och ingick året därpå i Marschgruppe Würzburg. Albert inledde studier i klassisk filologi, men avbröt dessa och läste till elektroingenjör vid Staatliche Technische Institut i Würzburg.
Albert inträdde i Nationalsocialistiska tyska arbetarepartiet (NSDAP) den 1 maj 1932 och i Schutzstaffel (SS) en månad senare. Hösten 1933 utsågs Albert till chef för SD-Oberabschnitt West i Düsseldorf och senare för SD-Oberabschnitt Rhein i Frankfurt am Main. År 1935 efterträdde han Werner Best på posten som chef för Personal- och förvaltningsavdelningen inom SD-Hauptamt, Sicherheitsdiensts (SD) huvudbyrå. Albert var en av Reinhard Heydrichs tidigaste medarbetare inom SD, tillsammans med bland andra Herbert Mehlhorn, Lothar Beutel, Ernst Damzog, Hermann Behrends, Hans Kobelinski och Werner Best. I januari 1936 övertog Albert ledningen för Amt I: Personal und Verwaltung inom det då omorganiserade SD-Hauptamt. Albert hade vid den tiden – tillsammans med Reinhard Heydrich, Werner Best, Heinz Jost och Franz Six – högst tjänstegrad inom SD-Hauptamt. Från 1937 var Albert därtill medlem av Lebensborn-programmet.
År 1939 slogs Sicherheitsdienst (SD) och Sicherheitspolizei (Sipo) samman till en ny myndighet – Reichssicherheitsdienst (RSHA), Tredje rikets säkerhetsministerium. Heydrich, RSHA:s chef, desavouerade Albert och utsåg honom istället till polischef i Oppeln. Samma år utnämnde Heydrich Albert jämte Herbert Mehlhorn, Werner Best, Kurt Pomme och Walter Schellenberg till direktorer för Nordhav-Stiftung, som förvaltade SS:s fastighetsbestånd.
Från 1941 till 1944 var Albert polischef i Litzmannstadt (Łódź), beläget i dåvarande Reichsgau Wartheland. Från augusti 1944 till den 8 maj 1945 tjänstgjorde Albert som ordförande i Regierungsbezirk Hohensalza.
Albert greps den 27 maj 1945 och internerades i ett krigsfångeläger i Fallingbostel. Vid ett förhör den 19 juni 1947 förnekade han kategoriskt att han hade haft något att göra med Łódź getto. Albert frisläpptes senare samma år.

## Befordningshistorik
| Datum             | Tjänstegrad            |
| ----------------- | ---------------------- |
| 19 september 1932 | SS-Anwärter            |
| 10 februari 1933  | SS-Scharführer         |
| 15 april 1933     | SS-Truppführer         |
| 31 juli 1933      | SS-Sturmführer         |
| 15 mars 1934      | SS-Obersturmführer     |
| 20 april 1934     | SS-Hauptsturmführer    |
| 4 juli 1934       | SS-Sturmbannführer     |
| 20 april 1935     | SS-Obersturmbannführer |
| 20 april 1936     | SS-Standartenführer    |
| 20 april 1937     | SS-Oberführer          |
| 20 april 1939     | SS-Brigadeführer       |

## Utmärkelser
- Järnkorset av andra klassen (FVK)
- Krigsförtjänstkorset av andra klassen med svärd
- Såradmärket i svart
- Ärekorset (Ehrenkreuz für Frontkämpfer)
- Landesorden
- Gauehrenzeichen Warthegau
- SS tjänsteutmärkelser
- Tyska riksidrottsutmärkelsen i brons
- SA:s idrottsutmärkelse i brons
- SS Hedersdolk
- SS Hederssvärd
- SS-Ehrenring (Totenkopfring)
- SS-Zivilabzeichen (-Z.A. nummer 23 660)
- Hedersärmvinkel (Ehrenwinkel der Alten Kämpfer)
- SS-Julleuchter
- Kommendör av Italienska kronorden